# انتخابات الرئاسة البولندية 1922
انتخابات الرئاسة البولندية 9 ديسمبر 1922 هي انتخابات رئاسية جرت في 9 ديسمبر 1922، في بولندا، لانتخاب رئيس بولندا..
فاز بالانتخابات غابرييل ناروتوفيتش.

## معرض صور

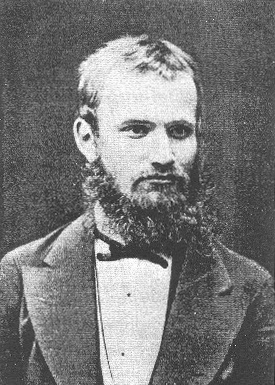
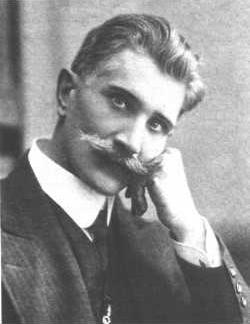
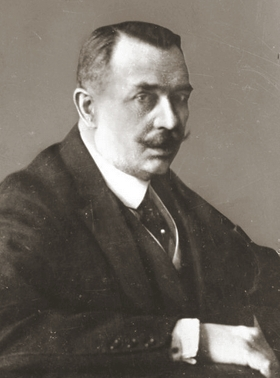
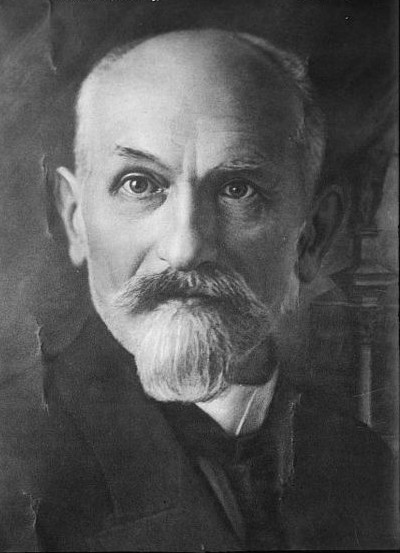